# Szepesdaróc

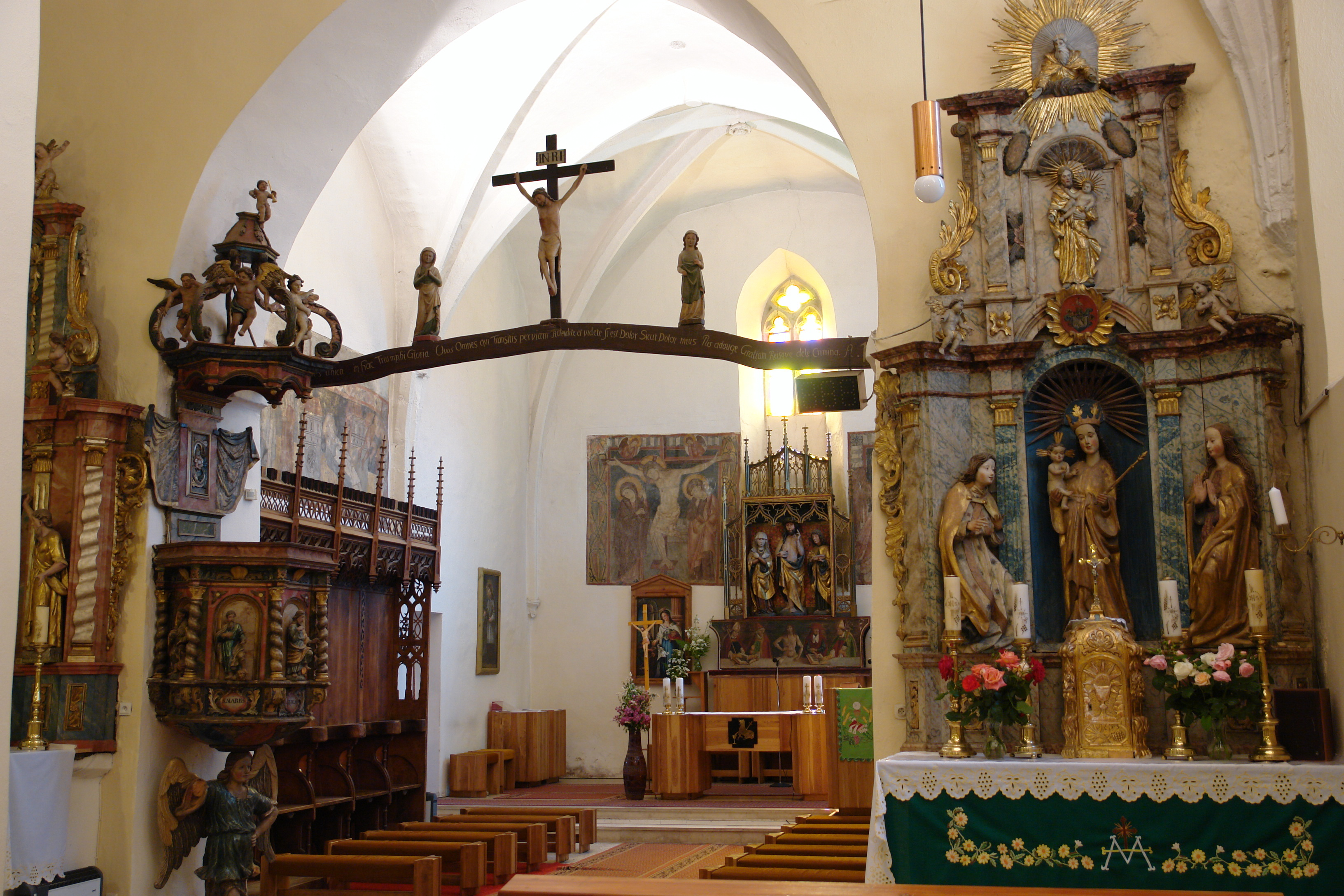
A Szent Erzsébet-templom

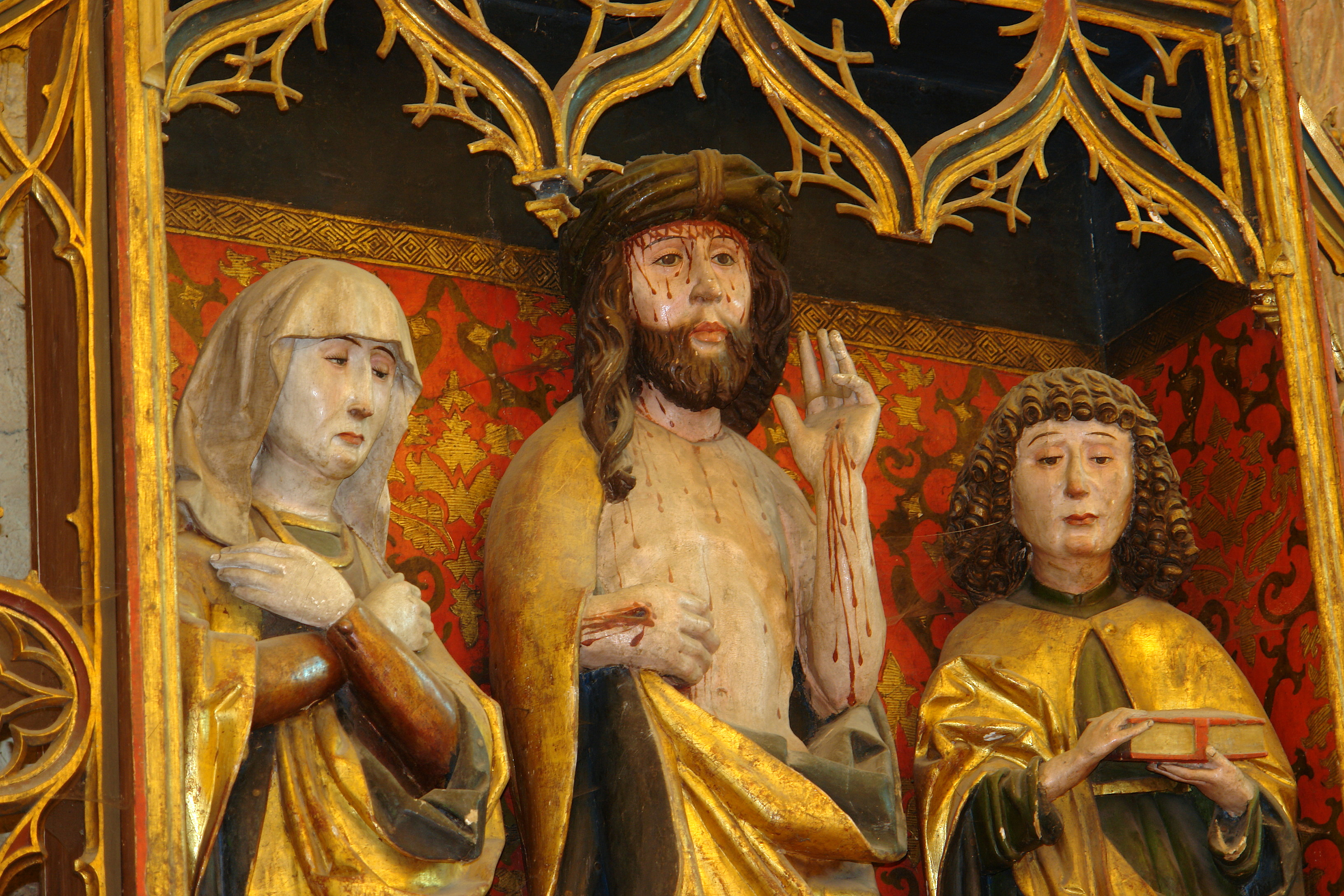
Gótikus főoltár részlet

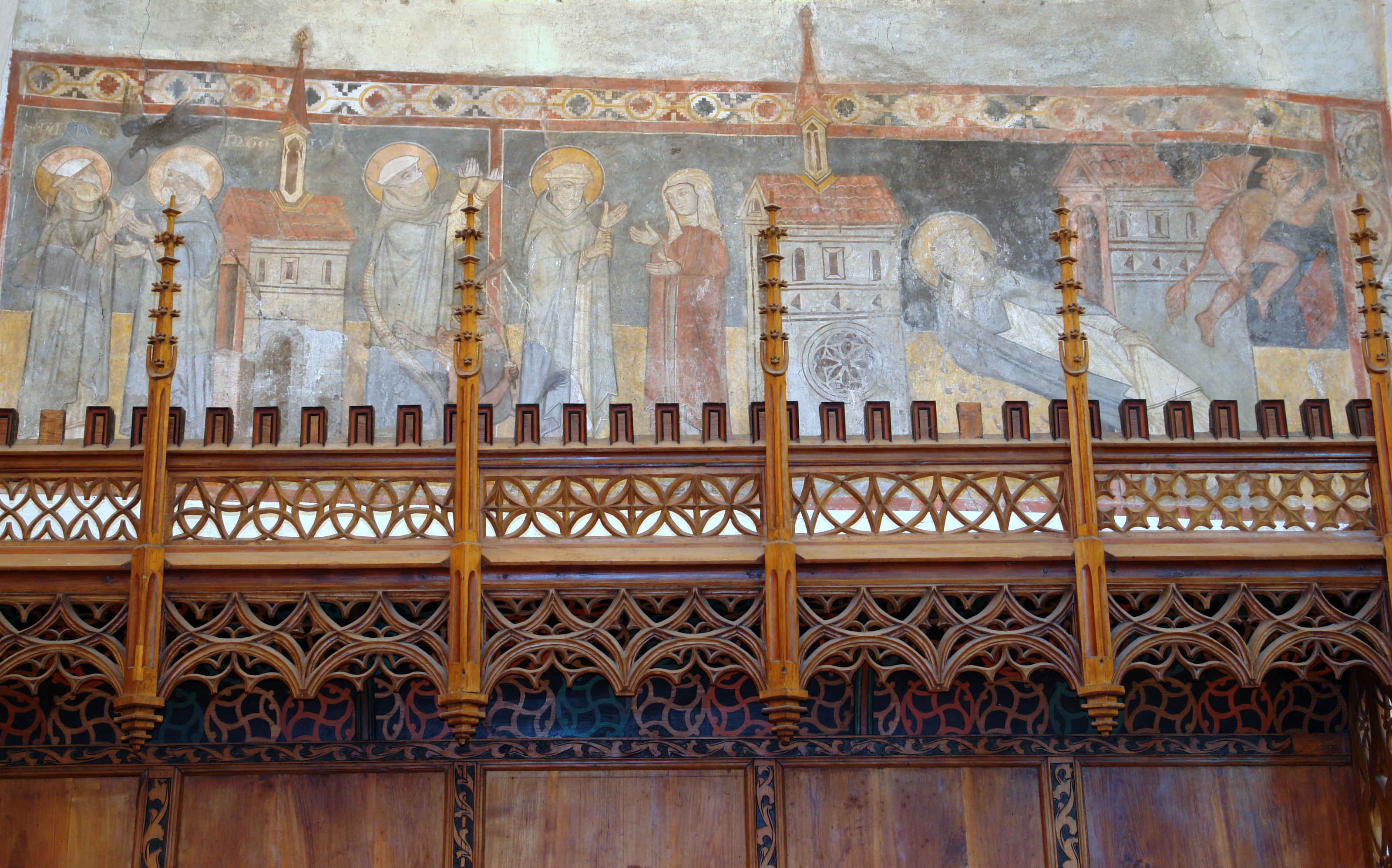
A Szent Antal legenda - freskó

Szepesdaróc (1892-ig Dravec, szlovákul: Dravce, németül: Drautz) falu Szlovákiában, az Eperjesi kerület Lőcsei járásában.

## Fekvése
Lőcsétől 8 km-re nyugatra fekszik.

## Története
A település a 13. században keletkezhetett, első lakói a Hernád völgyében északra vezető hadiút őrzői voltak. A települést 1263-ban „villa Drauch” néven említik először, a Szepesi vár uradalmához tartozott. Neve a szláv dravec (= nyúzó) szóból származik. 1264-ben „Drauch”, 1277-ben „Darac” néven találjuk. Már a 13. században állt kora gótikus temploma, mely eredetileg Remete Szent Antal tiszteletére volt szentelve. 1282-ben IV. László király a falut a Görgey család ősének, a görgői Illés comesnek adta. A Görgeyek 1288-ban behívták az antonita ispotályos lovagrendet, akik kolostort alapítottak a településen. 1378-ban „Daroucz”, 1520-ban Dravecz alakban említik a korabeli források. Az ispotályos rend távozása után 1535-ben birtokait a Berzeviczy család, majd 1555-ben Tluk Menyhért szerezte meg. 1787-ben 54 házában 491 lakos élt.
A 18. század végén Vályi András így ír róla: „DRAVETZ. Dravtze, Autz. Elegyes tót falu Szepes Vármegyében, földes Urai Doloviczényi, és más Urak, lakosai katolikusok, fekszik Lőtsétöl nem meszsze, hajdan Apátursága is vala, földgyének jó termékenysége szerént ugyan első Osztálybéli lehetne; de mivel fája nehezen szereztetik, és más javai sem olly nevezetesek, második Osztálybéli.”
1828-ban 70 háza volt 500 lakossal, akik főként mezőgazdasággal foglalkoztak.
Fényes Elek 1851-ben kiadott geográfiai szótárában így ír a faluról: „Dravecz, Szepes vm. tót falu, Csötörtökhely fil. 494 kath., 3 evang., 3 zsidó lak. Kastély. Vizimalom. F. u. Draveczky, Várady, Szakmáry. Ut. p. Lőcse.”
A trianoni diktátum előtt Szepes vármegye Lőcsei járásához tartozott.

## Népessége
| Év:            | 1994. | 2004.   | 2014.   | 2024.   |
| -------------- | ----- | ------- | ------- | ------- |
| Emberek száma: | 734   | 777     | 809     | 844     |
| Eltérés:       |       | +5,85 % | +4,11 % | +4,32 % |

| Év:            | 2023. | 2024.   |
| -------------- | ----- | ------- |
| Emberek száma: | 841   | 844     |
| Eltérés:       |       | +0,35 % |

1910-ben 379, többségben szlovák lakosa volt, jelentős lengyel kisebbséggel.
2001-ben 772 lakosából 651 szlovák és 115 cigány volt.
2011-ben 772 lakosából 753 szlovák, 1 magyar.

## Nevezetességei
- Szent Erzsébet tiszteletére szentelt római katolikus temploma 13. századi eredetű, a 15. században bővítették, a 18. és a 19. században átépítették. 15. századi gótikus oltára van. Nincs tornya, boltozata eredetileg fából volt. Freskói 14. századiak, a Szent Antal legendát, valamint a keresztre feszítést és a feltámadást ábrázolják. A Szent Antal szobor 1400 körül, a gótikus Madonna-szobor 1470 körül készült. A templomkertben álló harangtorony eredetileg fából volt, 1956-ban téglából építették fel. Harangja 1516-ban készült.
- A falu gótikus kőhídja legkésőbb a 15. században készült, de sokan a 13. századra teszik az építését.